# Fabien Dubos
Fabien Dubos (Creil, 10 novembre 1977) è un ex cestista francese.

## Carriera
Con la Francia ha disputato i Campionati europei del 1997.

## Palmarès
- Campionato francese: 5

Pau-Orthez: 1995-96, 1997-98, 2000-01, 2002-03, 2003-04
- Coppa di Francia: 3

Cholet: 1999
Pau-Orthez: 2003
Gravelines: 2005
- Semaine des As: 1

Pau-Orthez: 2003
- Match des Champions: 1

Gravelines: 2005
- Coppa Korać: 1

SLUC Nancy: 2001-02